# Smak wody
Smak wody – polski film obyczajowy z 1980 roku w reżyserii Leszka Wosiewicza.

## Opis fabuły
Maria i jej mąż przez lata odkładali decyzję o dziecku. Teraz kobieta czuje, że był to błąd. Przeżywa wewnętrzny kryzys. By odzyskać równowagę, za namową siostry jedzie nad morze, do wioski, w której się urodziła. Tam odkrywa, że jest w ciąży.

## Obsada
- Magda Teresa Wójcik jako Maria Szara
- Włodzimierz Matuszak jako zięć wczasowicza
- Andrzej Kozak jako Godek
- Zdzisław Kozień jako Józef Szary, mąż Marii
- Emilia Krakowska jako Lidka, siostra Marii
- Lech Grzmociński jako mąż gospodyni
- Józef Korzeniowski jako wczasowicz
- Edwin Petrykat jako wodzirej
- Wiktor Grotowicz jako ginekolog
- Maria Buszko jako córka wczasowicza

i inni